# Macara

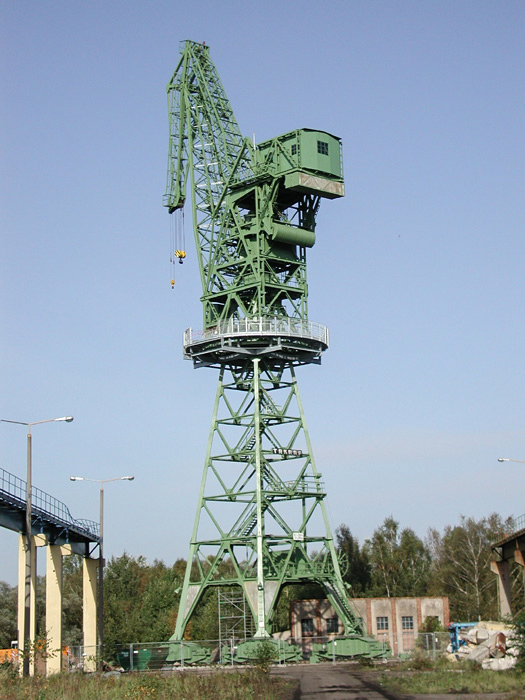
Macara în Eberswalde

Macaraua este un utilaj, acționat manual sau mecanic, bazat pe principiul scripeților, folosit pentru ridicarea pe verticală și transportarea pe orizontală a unor obiecte grele. Macaraua este utilizată frecvent în lucrările de construcții-montaj ale unor clădiri înalte, poduri, sau la încărcarea și descărcarea unor nave în porturi. Macaralele pot fi stabile sau mobile.
Există și în varianta de macara plutitoare, precum și în cea de automacara.

## În România
În București se estima că existau 76 de macarale în anul 2002 și 388 în anul 2007.
Piața bucureșteană de macarale a atins în anul 2007 un nivel de circa 30 de milioane de euro, corespunzător unui număr de 195 de macarale nou înregistrate, la un preț mediu de 150.000 de euro.

## Mașini similare
Definiția general acceptată a unei macarale este o mașină pentru ridicarea și deplasarea obiectelor grele prin intermediul unor frânghii sau cabluri suspendate de un braț mobil. Ca atare, o mașină de ridicat care nu folosește cabluri, sau altfel asigură doar mișcare verticală și nu orizontală, nu poate fi numită strict „macara”.

## Operatorii de macara
Operatorii de macara sunt muncitori calificați și operatori de echipamente grele.
Abilitățile cheie care sunt necesare pentru un operator de macara includ:
- O înțelegere a modului de utilizare și întreținere a mașinilor și uneltelor
- Bune abilități de lucru în echipă
- Atentie la detalii
- Bună conștientizare spațială.
- Răbdare și capacitatea de a rămâne calm în situații stresante[3]